# British Airways

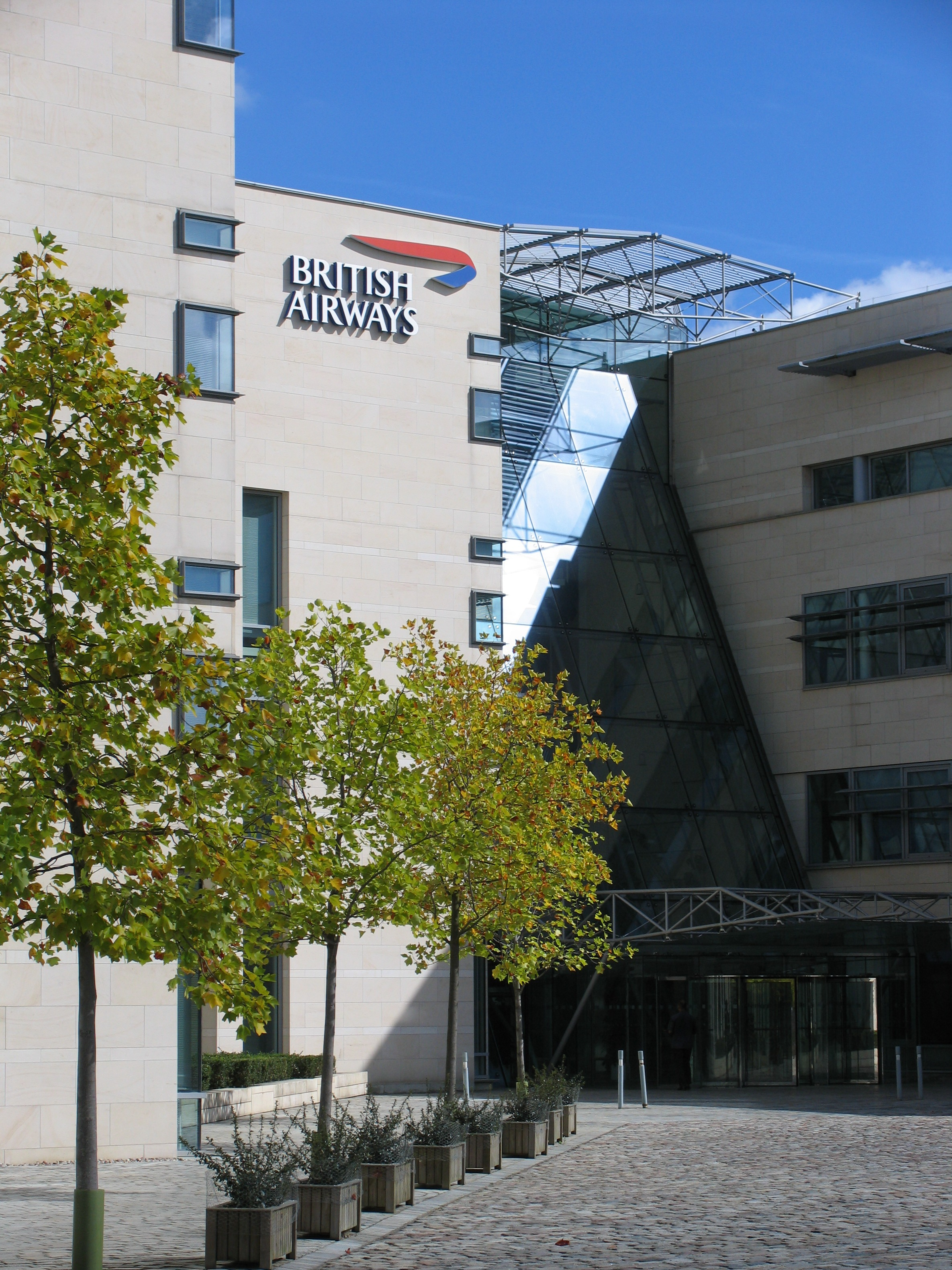
Waterside – siedziba główna firmy British Airways

British Airways (IATA: BA, ICAO: BAW) – brytyjska linia lotnicza z siedzibą w Londynie. Głównym hubem przewoźnika jest port lotniczy Londyn-Heathrow. Jest członkiem założycielem powstałego w 1999 sojuszu linii lotniczych Oneworld.
Według stanu na maj 2025 British Airways realizowało bezpośrednie połączenia do 199 portów lotniczych w 78 krajach na 6 kontynentach.
Przedsiębiorstwo powstało w 1974 z połączenia państwowych towarzystw lotniczych British Overseas Airways Corporation (BOAC) i British European Airways (BEA), korzeniami sięga powstałych w 1924 Imperial Airways. W 1987 za rządów Margaret Thatcher zostało sprywatyzowane i zaczęło być notowane na londyńskiej oraz nowojorskiej giełdzie (oferta publiczna na NYSE z 11 lutego).
12 listopada 2009 zarząd British Airways oraz Iberia Airlines zawarły wstępne porozumienie o połączeniu linii lotniczych i utworzeniu International Airlines Group. Do fuzji dwóch linii i utworzenia holdingu IAG doszło 8 kwietnia 2010.

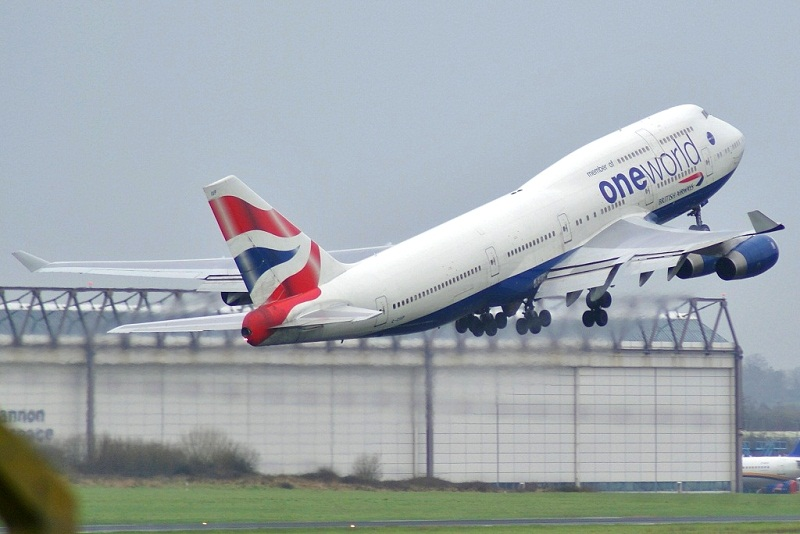
B747 G-CIVP British Airways w barwach sojuszu Oneworld

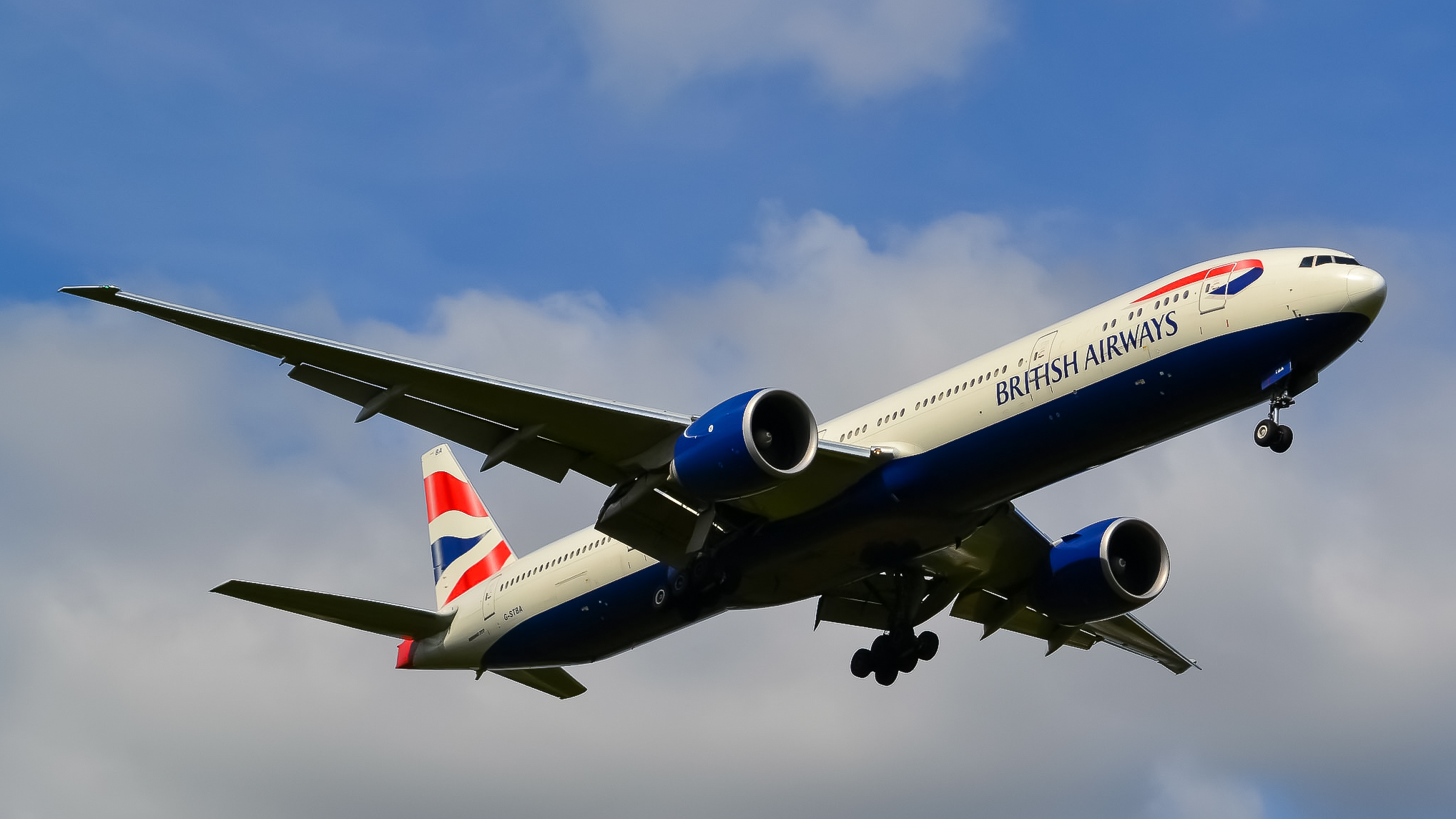
Boeing 777-336(ER) linii British Airways podchodzący do lądowania na lotnisku Heathrow w Londynie

## Historia
- 1924 – z połączenia czterech brytyjskich linii lotniczych (Instone Airline, Handley Page Transport, Daimler Airways i British Marine Air Navigation) powstaje Imperial Airways
- 1935 – współpraca z British Airways Ltd. (angielska linia lotnicza z lat 1935-1939)
- 1939 – połączenie Imperial Airways z British Airways Ltd., i ich nacjonalizacja pod nazwą British Overseas Airways Corporation (BOAC)
- 1946 – założenie British South American Airways (BSAA) i British European Airways (BEA)
- 1949 – integracja z BSAA
- 1972 – połączenie BOAC i BEA pod obecną nazwą British Airways
- 1987 – prywatyzacja linii
- 1988 – przejęcie British Caledonian Airways
- 1992 – założenie Deutsche British Airways
- 1993 – zakupienie Brymon Airways
- 1995 – założenie British Asia Airways
- 2002 – Brymon Airways zostaje przemianowane na British Airways Cityexpress
- 2006 – British Airways Cityexpress zmienia nazwę na British Airways Connect, a Deutsche British Airways zostają sprzedane firmie Air Berlin
- 2007 – British Airways Connect przechodzi pod zarząd linii Flybe
- 2008 – terminal pasażerski nr.5 na Heathrow zostaje przekazany wyłącznemu użytkowaniu przez British Airways, a przewoźnik zakłada wraz z Iberia Airlines linie OpenSkies
- 2010 – utworzenie wraz z Iberią International Airlines Group

## Operacja berlińska
Na mocy decyzji sojuszników, British European Airways (1946-1974) utrzymywały sieć rozkładowych lotów o dużej częstotliwości pomiędzy Zachodnimi Niemcami a Berlinem Zachodnim.

## Połączenia codeshare
British Airways ma codeshare z następującymi liniami:
- Aer Lingus
- American Airlines
- Bangkok Airways
- Cathay Pacific
- Finnair
- Iberia
- Japan Airlines
- JetBlue
- LAN Airlines
- Loganair
- Royal Jordanian
- WestJet

## Flota
Według stanu na maj 2025 flota British Airways składała się z 294 samolotów o średnim wieku 14,1 lat:
| Samolot          | Samolot | Samolot   | Liczba miejsc | Liczba miejsc | Liczba miejsc | Liczba miejsc | Liczba miejsc | Uwagi                                           |
| Model            | Aktywne | Zamówione | F             | B             | P             | E             | Łącznie       | Uwagi                                           |
| ---------------- | ------- | --------- | ------------- | ------------- | ------------- | ------------- | ------------- | ----------------------------------------------- |
| Airbus A319-100  | 25      | -         | -             | -             | 40            | 83            | 123           |                                                 |
| Airbus A320-200  | 63      | -         | -             | -             | 48            | 108           | 156           | 11 maszyn realizuje połączenia dla BA Euroflyer |
| Airbus A320neo   | 30      | 3         | -             | -             | 48            | 108           | 156           |                                                 |
| Airbus A321-200  | 11      | -         | -             | -             | 54            | 130           | 184           | Maszyny realizują połączenia dla BA Euroflyer   |
| Airbus A321neo   | 15      | 4         | -             | -             | 56            | 136           | 192           |                                                 |
| Airbus A350-1000 | 18      | -         | -             | 56            | 56            | 219           | 331           |                                                 |
| Airbus A380-800  | 12      | -         | 14            | 97            | 55            | 303           | 469           |                                                 |
| Boeing 777-200   | 43      | -         | 8             | 49            | 40            | 138           | 235           |                                                 |
| Boeing 777-200   | 43      | -         | 14            | 48            | 40            | 134           | 236           |                                                 |
| Boeing 777-200   | 43      | -         | -             | 48            | 40            | 184           | 272           |                                                 |
| Boeing 777-200   | 43      | -         | -             | 32            | 52            | 252           | 336           |                                                 |
| Boeing 777-200   | 43      | -         | -             | -             | 48            | 252           | 332           |                                                 |
| Boeing 777-300ER | 16      | -         | 8             | 76            | 40            | 132           | 256           |                                                 |
| Boeing 777-300ER | -       | 18        | 8             | 65            | 46            | 206           | 325           | Zamówione w 2019                                |
| Boeing 787-8     | 12      | -         | -             | 31            | 37            | 136           | 204           |                                                 |
| Boeing 787-8     | 12      | -         | -             | 35            | 25            | 154           | 214           |                                                 |
| Boeing 787-9     | 18      | -         | 8             | 42            | 39            | 127           | 216           |                                                 |
| Boeing 787-10    | 11      | 2         | 8             | 48            | 35            | 165           | 256           |                                                 |
| Embraer E190     | 20      | -         | -             | -             | -             | 106           | 106           | Maszyny realizują połączenia dla BA Cityflyer   |
| Łącznie          | 294     | 27        |               |               |               |               |               |                                                 |

## Wypadki i incydenty
- Katastrofa lotu British Airways 38
- Incydent lotu British Airways 9
- Katastrofa lotnicza nad Zagrzebiem